# Austen MK I
Pour les articles homonymes, voir Austen.

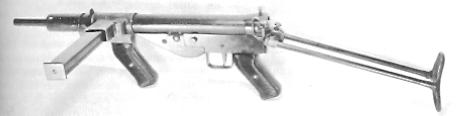
Pistolet mitrailleur Austen Mk.I

L'Austen Mk.I est un pistolet mitrailleur australien utilisé durant la Seconde Guerre mondiale dans le Pacifique. Il a été produit de 1942 à 1945 par la Diecasters Ltd de Melbourne et la W. T. Carmichael Ltd de Sydney.

## Développement

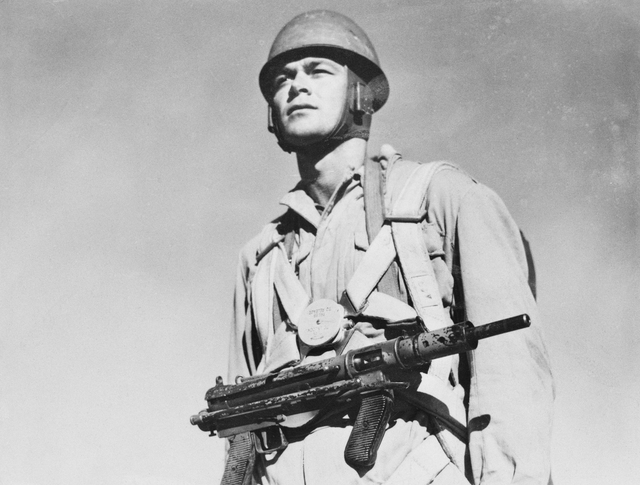
Un parachutiste australien portant un Austen Mk.I.

En 1940, l'armée australienne cherchait à se doter d'un pistolet mitrailleur. Le Royaume-Uni, eux aussi à la recherche du même type d'arme, ne pouvait les aider et les États-Unis ne pouvaient fournir que le pistolet mitrailleur Thompson dans de très faibles quantités. L'Australie décida donc de développer sa propre arme.
Lorsqu'en 1941, les premières Sten britanniques arrivèrent en Australie, elles servirent de modèle pour une nouvelle arme de fabrication locale qui prit le nom d'Austen (Sten Australienne). C'est une combinaison des meilleures caractéristiques de la Sten et de la MP38 allemande. La crosse repliable, le logement du ressort principal télescopique et la poignée pistolet étaient inspirés du modèle allemand tandis que l'agencement général, le canon et le chargeur étaient ceux de la Sten. 

## Utilisation
La fabrication de l'Austen Mk.I commença en 1942. Il fut utilisé dans l'armée australienne jusqu'à la fin de la guerre même si plusieurs défauts furent révélés. En effet, la longueur de la crosse fut critiquée. Il fallait qu'elle soit suffisamment longue pour pouvoir être repliée autour de la poignée avant. Mais cette petite longueur supplémentaire faisait que l'arme était difficile à épauler et à pointer. Son chargeur reçut la même critique que celui de la Sten. Toute déformation des lèvres du chargeur donnait lieu  à un défaut d'alimentation de l'arme. Les soldats australiens lui préférèrent souvent l'Owen Mk.I, plus fiable.
La production s'arrêta en 1945 après environ 20 000 exemplaires produits.

## Données numériques
- Munition : 9 × 19 mm Parabellum
- Longueur de l'arme : 55-85 cm (crosse déployée)
- Longueur du canon : 20 cm
- Poids : 3,68 kg
- Cadence de tir : 500 coups par minute
- Vitesse initiale : 381 m/s
- Capacité du chargeur : 28 cartouches